# 統制
統制（とうせい、英語：control）は、指揮にあたって、計画実行に必要な戦力、物資、時間、場所を見積もり、配分し、作戦行動を監視することによって、指揮官の企図を達成するために部下の行動を合理性・能率の面から監督することをいう。指揮（command）と合わせた指揮統制（command and control）という概念で理解されるが、本質的にそれぞれ異なる概念である。旧軍では統理とも。
経営学や組織論でのマネジメントとは異なる。